# Lekkoatletyka na Igrzyskach Ameryki Południowej 2014
Lekkoatletyka na Igrzyskach Ameryki Południowej 2014 – zawody lekkoatletyczne, które rozgrywane były od 13 do 16 marca na stadionie Estadio Nacional de Chile w chilijskim Santiago. 

## Rezultaty

### Mężczyźni
| Konkurencja:                  | 1. miejsce                                                                                | Rezultat   | 2. miejsce                                                                         | Rezultat   | 3. miejsce                                                                              | Rezultat   |
| Bieg na 100 m                 | Alonso Edward                                                                             | 10,23      | Jefferson Lucindo                                                                  | 10,30      | Alex Quiñónez                                                                           | 10,39      |
| Bieg na 200 m                 | Aldemir da Silva Junior                                                                   | 20,32      | Alex Quiñónez                                                                      | 20,66      | Arturo Ramírez                                                                          | 20,67      |
| Bieg na 400 m                 | Anderson Henriques                                                                        | 45,03      | Hugo Souza                                                                         | 45,09      | Freddy Mezones                                                                          | 45,86      |
| Bieg na 800 m                 | Kléberson Davide                                                                          | 1:45,30    | Rafith Rodríguez                                                                   | 1:45,39    | Lutimar Paes                                                                            | 1:47,52    |
| Bieg na 1500 m                | Federico Bruno                                                                            | 3:39,96    | Iván López                                                                         | 3:42,62    | Rafith Rodríguez                                                                        | 3:42,75 NR |
| Bieg na 5000 m                | Víctor Aravena                                                                            | 14:06,02   | Joilson da Silva                                                                   | 14:07,77   | Javier Carriqueo                                                                        | 14:11,41   |
| Bieg na 10 000 m              | Byron Piedra                                                                              | 28:48,31   | Giovani dos Santos                                                                 | 28:53,90   | Diego Colorado                                                                          | 29:10,75   |
| Bieg na 3000 m z przeszkodami | José Gregorio Peña                                                                        | 8:36,81    | Gerald Giraldo                                                                     | 8:45,96    | Mariano Mastromarino                                                                    | 8:48,11    |
| Bieg na 110 m przez płotki    | Javier McFarlane                                                                          | 13,77      | Jonathan Mendes                                                                    | 13,81      | Jorge McFarlane                                                                         | 13,83      |
| Bieg na 400 m przez płotki    | Andrés Silva                                                                              | 49,57      | Lucirio Garrido                                                                    | 49,66      | Mahau Suguimati                                                                         | 50,47      |
| Sztafeta 4 x 100 m            | Brazylia · Ailson Feitosa · Jefferson Lucindo · Bruno de Barros · Aldemir da Silva Junior | 38,90      | Wenezuela · Dubeiker Cedeño · Arturo Ramírez · Jermaine Chirinos · Álvaro Cassiani | 39,85      | Kolumbia · Yeison Rivas · Vladimir Valencia · Jorge Luis Rentería · Daniel Grueso       | 40,26      |
| Sztafeta 4 x 400 m            | Brazylia · Hugo Souza · Kléberson Davide · Ailson Feitosa · Anderson Henriques            | 3:03,94    | Wenezuela · Noel Campos · Arturo Ramírez · José Meléndez · Freddy Mezones          | 3:04,17    | Kolumbia · Alejandro Perlaza · Jhon Sinisterra · Carlos Andrés Lemos · Rafith Rodriguez | 3:10,15    |
| Chód na 20 000 m              | Éider Arévalo                                                                             | 1:22:11.1h | José Montaña                                                                       | 1:22:14.1h | Mauricio Arteaga                                                                        | 1:23:19.3h |
| Skok wzwyż                    | Eure Yáñez                                                                                | 2,21       | Arturo Chávez                                                                      | 2,18       | Carlos Layoy Rafael dos Santos                                                          | 2,18       |
| Skok o tyczce                 | Augusto de Oliveira                                                                       | 5,40       | Germán Chiaraviglio                                                                | 5,35       | Gonzalo Barroilhet                                                                      | 5,20       |
| Skok w dal                    | Irving Saladino                                                                           | 8,16       | Emiliano Lasa                                                                      | 7,94 NR    | Mauro da Silva                                                                          | 7,88       |
| Trójskok                      | Jonathan Henrique Silva                                                                   | 16,51      | Jefferson Sabino                                                                   | 16,44      | Jhon Murillo                                                                            | 16,27      |
| Pchnięcie kulą                | Germán Lauro                                                                              | 20,70      | Darlan Romani                                                                      | 19,96      | Aldo González                                                                           | 18,15      |
| Rzut dyskiem                  | Mauricio Ortega                                                                           | 59,95 NR   | Ronald Julião                                                                      | 59,12      | Germán Lauro                                                                            | 58,36      |
| Rzut młotem                   | Wagner Domingos                                                                           | 70,62      | Roberto Sáez                                                                       | 67,38      | Juan Ignacio Cerra                                                                      | 66,34      |
| Rzut oszczepem                | Víctor Fatecha                                                                            | 76,09      | Júlio César de Oliveira                                                            | 75,98      | Dairon Márquez                                                                          | 75,11      |
| Dziesięciobój                 | Luiz Alberto de Araújo                                                                    | 7733 pkt.  | Gonzalo Barroilhet                                                                 | 7617 pkt.  | Guillermo Ruggeri                                                                       | 7298 pkt.  |

### Kobiety
| Konkurencja:                  | 1. miejsce                                                                             | Rezultat      | 2. miejsce                                                                           | Rezultat   | 3. miejsce                                                                      | Rezultat   |
| Bieg na 100 m                 | Alejandra Idrovo                                                                       | 11,62         | Ángela Tenorio                                                                       | 11,64      | Franciela Krasucki                                                              | 11,67      |
| Bieg na 200 m                 | Nercely Soto                                                                           | 23,25         | Ángela Tenorio                                                                       | 23,66      | Erika Chávez                                                                    | 23,72      |
| Bieg na 400 m                 | Geisa Coutinho                                                                         | 51,81         | Nercely Soto                                                                         | 52,30      | Joelma Sousa                                                                    | 52,75      |
| Bieg na 800 m                 | Déborah Rodríguez                                                                      | 2:06,62       | Mariana Borelli                                                                      | 2:07,57    | Christiane dos Santos                                                           | 2:07,96    |
| Bieg na 1500 m                | Muriel Coneo                                                                           | 4:15,66       | Andrea Ferris                                                                        | 4:20,81    | Tatiana Araújo                                                                  | 4:24,59    |
| Bieg na 5000 m                | Inés Melchor                                                                           | 15:51,20      | Tatiele Roberta de Carvalho                                                          | 16:04,70   | María Peralta                                                                   | 16:15,01   |
| Bieg na 10 000 m              | Inés Melchor                                                                           | 33:10,06      | Wilma Arizapana                                                                      | 33:26,84   | Tatiele Roberta de Carvalho                                                     | 33:39,93   |
| Bieg na 3000 m z przeszkodami | Muriel Coneo                                                                           | 10:05,02      | Ángela Figueroa                                                                      | 10:07,02   | Cinthya Paucar                                                                  | 10:17,64   |
| Bieg na 100 m przez płotki    | Yvette Lewis                                                                           | 13,11         | Lina Flórez                                                                          | 13,29      | Brigitte Merlano                                                                | 13,30      |
| Bieg na 400 m przez płotki    | Déborah Rodríguez                                                                      | 56,60 NR      | Javiera Errázuriz                                                                    | 57,83      | Liliane Cristina Barbosa                                                        | 59,51      |
| Sztafeta 4 x 100 m            | Wenezuela · Lexabeth Hidalgo · Wilmary Álvarez · Nercely Soto · Nelsibeth Villalobos   | 45,08         | Chile · Josefina Gutiérrez · Isidora Jiménez · Daniela Riderelli · Fernanda Mackenna | 45,09 NR   | Kolumbia · Lina Flórez · Alejandra Idrovo · Eliecet Palacios · Yennifer Padilla | 45,13      |
| Sztafeta 4 x 400 m            | Brazylia · Joelma Sousa · Wanessa Zavolski · Liliane Cristina Barbosa · Geisa Coutinho | 3:35,07       | Kolumbia · Alejandra Idrovo · Yadira Moreno · Yennifer Padilla · Evelyn Aguilar      | 3:35,96    | Chile · Isidora Jiménez · Paula Goñi · Javiera Errázuriz · Fernanda Mackenna    | 3:37,42    |
| Chód na 20 000 m              | Sandra Arenas                                                                          | 1:31:46.9h AR | Sandra Galvis                                                                        | 1:34:04.4h | Erica de Sena                                                                   | 1:36:37.3h |
| Skok wzwyż                    | Yolimar Rojas                                                                          | 1,79          | Kashany Ríos                                                                         | 1,76       | Guillercy González                                                              | 1,76       |
| Skok o tyczce                 | Fabiana Murer                                                                          | 4,40          | Robeilys Peinado                                                                     | 4,20       | Karla da Silva                                                                  | 4,10       |
| Skok w dal                    | Keila Costa                                                                            | 6,35          | Jéssica Carolina dos Reis                                                            | 6,32       | Juliana Angúlo                                                                  | 6,10       |
| Trójskok                      | Keila Costa                                                                            | 13,65         | Gisele de Oliveira                                                                   | 13,08      | Silvana Segura                                                                  | 13,07      |
| Pchnięcie kulą                | Natalia Ducó                                                                           | 18,07         | Ahymará Espinoza                                                                     | 17,63      | Sandra Lemus                                                                    | 17,20      |
| Rzut dyskiem                  | Karen Gallardo                                                                         | 59,65         | Rocío Comba                                                                          | 59,29      | Fernanda Raquel Borges                                                          | 56,08      |
| Rzut młotem                   | Rosa Rodríguez                                                                         | 68,61         | Jennifer Dahlgren                                                                    | 67,94      | Johana Moreno                                                                   | 65,58      |
| Rzut oszczepem                | Flor Denis Ruíz                                                                        | 60,59         | Jucilene de Lima                                                                     | 60,17      | Laila e Silva                                                                   | 57,11      |
| Siedmiobój                    | Camila Pirelli                                                                         | 5669 pkt.     | Fiorella Chiappe                                                                     | 5568 pkt.  | Guillercy González                                                              | 5509 pkt.  |

## Klasyfikacja medalowa
| Miejsce | Kraj      | Złoto | Srebro | Brąz | Razem |
| 1.      | Brazylia  | 14    | 13     | 14   | 41    |
| 2.      | Kolumbia  | 7     | 7      | 10   | 24    |
| 3.      | Wenezuela | 6     | 6      | 4    | 16    |
| 4.      | Chile     | 3     | 5      | 2    | 10    |
| 5.      | Peru      | 3     | 2      | 3    | 8     |
| 6.      | Panama    | 3     | 2      | 0    | 5     |
| 7.      | Urugwaj   | 3     | 1      | 0    | 4     |
| 8.      | Argentyna | 2     | 5      | 7    | 14    |
| 9.      | Paragwaj  | 2     | 0      | 0    | 2     |
| 10.     | Ekwador   | 1     | 3      | 4    | 8     |
| 11.     | Boliwia   | 0     | 0      | 1    | 1     |

## Rekordy
Podczas zawodów ustanowiono 8 krajowych rekordów w kategorii seniorów:
| Zawodnik                                                               | Reprezentacja | Konkurencja                     | Rezultat   |
| ---------------------------------------------------------------------- | ------------- | ------------------------------- | ---------- |
| Rafith Rodriguez                                                       | Kolumbia      | bieg na 1500 metrów             | 3:42,75    |
| Emiliano Lasa                                                          | Urugwaj       | skok w dal                      | 7,94       |
| Mauricio Ortega                                                        | Kolumbia      | rzut dyskiem                    | 59,95      |
| Juan José Caicedo                                                      | Ekwador       | rzut dyskiem                    | 54,33      |
| Sandra Arenas                                                          | Kolumbia      | chód na 20 000 metrów           | 1:31:46,9h |
| Maitte Torres                                                          | Peru          | bieg na 400 metrów              | 55,33      |
| Déborah Rodríguez                                                      | Urugwaj       | bieg na 400 metrów przez płotki | 56,60      |
| Josefina Gutiérrez Isidora Jiménez Daniela Riderelli Fernanda Mackenna | Chile         | sztafeta 4 × 100 metrów         | 45,09      |